# Casament de Nora Robinson i Alexander Kirkman Finlay

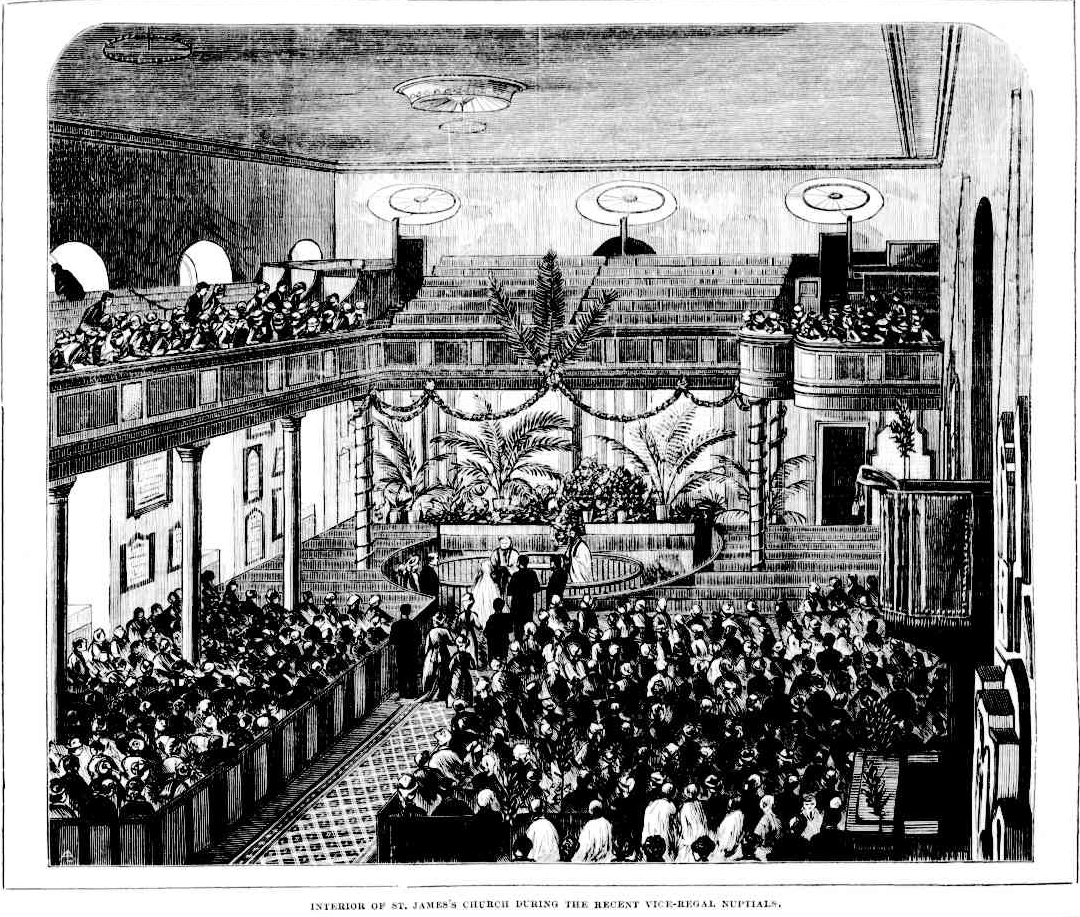
El casament de Nora Augusta Maud Robinson i Alexander Kirkman va ser el segon casament virregnal celebrat a Nova Gal·les del Sud

El Casament de Nora Robinson i Alexander Kirkman Finlay, de Glenormiston, va ser solemnitzat a l'Església de Sant Jaume, de Sydney el dimecres 7 d'agost de 1878 pel reverend Canon Allwood, assistit pel Reverend Hough. La núvia era la segona filla del Governador de Nova Gal·les del Sud, Sir Hercules Robinson, GCMG, i l'Excm. Senyora Robinson. El nuvi, propietari de Glenormiston, una gran plantació de Victoria, va ser el segon fill d'Alexander Struthers Finlay, de Castle Toward, Argyleshire, Escòcia.
Com que fou el segon casament virreinal que va tenir lloc a la colònia, va generar un enorme interès públic. La multitud, estimada entre 8.000 i 10.000 persones, va atestar els carrers fora de l'església i un gran dispositiu de policia va tenir problemes per mantenir l'ordre. El casament va comptar amb la presència dels membres més importants de la societat de Sydney del moment, - líders, administradors, funcionaris, legisladors, oficials navals, advocats i aristòcrates, molts dels quals tenien connexions escoceses. Hi va haver una àmplia cobertura a la premsa de tot el país, des de The Sydney Morning Herald,The Queanbeyan Age, South Australian Register, Australian Town and Country Journal, The Argus, The Daily Advertiser i al Riverine Herald.